# Даріус Хонджі
Даріус Хонджі (фр. Darius Khondji, перс. داریوش خنجی‎; нар. 21 жовтня 1955, Тегеран, Іран) — французький кінооператор іранського походження.

## Життєпис
Даріус Хонджі народився 21 жовтня 1955 року в столиці Ірану Тегерані. Його батько — іранець, мати — француженка. У дитячому віці був привезений батьками до Франції. У підлітковому віці почав знімати любительські фільми на 8-мм кінокамеру. 
Навчався в Каліфорнійському (UCLA) та Нью-Йоркському університетах. Під впливом Йонаса Мекаса і Хайга Манукяна (колишнього наставника Мартіна Скорсезе) вирішив стати кінематографістом. Повернувшись у 1981 році до Франції, Ходжі працював помічником оператора, знімав рекламні і музичні ролики, зняв кілька короткометражних стрічок з Лоранс Феррейра Барбоза, Режин Шопіно та ін.
У великому кіно Даріус Хонджі дебютував малобюджетним чорно-білим фільмом Франсуа-Жака Осана «Скарб собачих островів» (1990). Наступна робота, у фільмі «Делікатеси» (1991), зробила Хонджі широко відомим, його вперше було номіновано на здобуття премії «Сезар». Відтоді Хонджі працював з багатьма видатними європейськими та американськими кінорежисерами, такими як Бернардо Бертолуччі, Роман Полянський, Міхаель Ганеке, Вуді Аллен, Вонг Карвай, Стівен Фрірз та іншими. Крім роботи в кіно знімав кліпи для Мадонни, фірми Nissan та ін.
Операторська майстерність Даріуса Хонджі відзначена численними номінаціями на здобуття престижних кінематографічних нагород, зокрема на премії «Оскар», «Сезар» (тричі), BAFTA та ін.
Даріус Хонджі є членом Французької асоціації кінооператорів (фр. Association Française des directeurs de la photographie Cinématographique, AFC) та Американської спілки кінооператорів (англ. American Society of Cinematigraphers, ASC).
Даріус Хонджі одружений з Маріанною Ходжі. Подружжя має трьох дітей — доньок Марі-Луїзу (нар. 1985) і Жозефіну (1988) та сина Александра (1993).

## Фільмографія
| Рік  | Назва                   | Оригінальна назва             | Режисер                      |
| ---- | ----------------------- | ----------------------------- | ---------------------------- |
| 1989 | Поцілуй мене            | Embrasse-moi                  | Мішель Розьє                 |
| 1990 | Скарб Собачих островів  | Le trésor des îles chiennes   | Ф. Дж. Оссанг                |
| 1991 | Делікатеси              | Delicatessen                  | Жан-П'єр Жене, Марк Каро     |
| 1992 | Прага                   | Prague                        | Єн Селлар                    |
| 1993 | Тінь сумніву            | Shadow of a Doubt             | Алін Ісерманн                |
| 1994 | Параноїдальний          | Parano                        | Мануель Флеш                 |
| 1995 | Місто загублених дітей  | La Cité des enfants perdus    | Жан-П'єр Жене, Марк Каро     |
| 1995 | Марія-Луїза або дозвіл  | Marie-Louise ou la permission | Мануель Флеш                 |
| 1995 | Сім                     | Seven                         | Девід Фінчер                 |
| 1996 | Вислизаюча краса        | Io ballo da sola              | Бернардо Бертолуччі          |
| 1996 | Евіта                   | Evita                         | Алан Паркер                  |
| 1997 | Чужий 4: Воскресіння    | Alien: Resurrection           | Жан-П'єр Жене                |
| 1999 | Сновидіння              | In Dreams                     | Ніл Джордан                  |
| 1999 | Дев'ята брама           | The Ninth Gate                | Роман Полянський             |
| 2000 | Пляж                    | The Beach                     | Денні Бойл                   |
| 2002 | Кімната страху          | Panic Room                    | Девід Фінчер                 |
| 2003 | Дещо ще                 | Anything Else                 | Вуді Аллен                   |
| 2004 | Вімблдон                | Wimbledon                     | Річард Лонкрейн              |
| 2005 | Перекладачка            | The Interpreter               | Сідні Поллак                 |
| 2007 | Мої чорничні ночі       | My Blueberry Nights           | Вонг Карвай                  |
| 2007 | Забавні ігри            | Funny Games                   | Міхаель Ганеке               |
| 2008 | Руїни                   | The Ruins                     | Картер Сміт                  |
| 2009 | Шері                    | Cheri                         | Стівен Фрірз                 |
| 2011 | Опівночі в Парижі       | Midnight in Paris             | Вуді Аллен                   |
| 2012 | Любов                   | Amour                         | Міхаель Ганеке               |
| 2012 | Римські пригоди         | Tо Rome with Love             | Вуді Аллен                   |
| 2013 | Фатальна пристрасть     | The Immigrant                 | Джеймс Грей                  |
| 2014 | Магія місячного сяйва   | Magic in the Moonlight        | Вуді Аллен                   |
| 2015 | Ірраціональна людина    | Irrational Man                | Вуді Аллен                   |
| 2016 | Загублене місто Z       | The Lost City of Z            | Джеймс Грей                  |
| 2017 | Окча                    | 옥자 / Okja                   | Пон Чжун Хо                  |
| 2019 | Неграновані коштовності | Uncut Gems                    | Брати Сафді                  |
| 2022 | Час Армагеддону         | Armageddon Time               | Джеймс Грей                  |
| 2022 | Бардо                   | Bardo                         | Алехандро Гонсалес Іньярріту |
| 2025 | Міккі-17                | Mickey 17                     | Пон Чжун Хо                  |
| 2025 | Еддінгтон               | Eddington                     | Арі Астер                    |
| 2025 | Марті Найкращий         | Marty Supreme                 | Джош Сафді                   |

## Визнання та нагороди
| Рік                                    | Категорія                    | Номінант               | Результат |
| -------------------------------------- | ---------------------------- | ---------------------- | --------- |
| Премія «Сезар»                         |                              |                        |           |
| 1992                                   | Найкраща операторська робота | Делікатеси             | Номінація |
| 1996                                   | Найкраща операторська робота | Місто загублених дітей | Перемога  |
| 2013                                   | Найкраща операторська робота | Кохання                | Номінація |
| Асоціація кінокритиків Лос-Анджелеса   |                              |                        |           |
| 1995                                   | Найкращий оператор           | Сім                    | 2-е місце |
| Awards Circuit Community Awards        |                              |                        |           |
| 1995                                   | Найкращий оператор           | Сім                    | Перемога  |
| Золотий глобус (Італія)                |                              |                        |           |
| 1996                                   | Найкращий оператор           | Вислизаюча краса       | Перемога  |
| Давид ді Донателло                     |                              |                        |           |
| 1996                                   | Найкращий оператор           | Вислизаюча краса       | Номінація |
| Асоціація кінокритиків Чикаго          |                              |                        |           |
| 1996                                   | Найкращий оператор           | Сім                    | Перемога  |
| 1997                                   | Найкращий оператор           | Евіта                  | Номінація |
| Оскар                                  |                              |                        |           |
| 1997                                   | Найкращий оператор           | Евіта                  | Номінація |
| Премія Британської кіноакадемії        |                              |                        |           |
| 1997                                   | Найкращий оператор           | Евіта                  | Номінація |
| Премія Європейської кіноакадемії       |                              |                        |           |
| 2012                                   | Найкращий оператор           | Кохання                | Номінація |
| Нью-йоркське коло кінокритиків         |                              |                        |           |
| 2014                                   | Найкращий оператор           | Фатальна пристрасть    | Перемога  |
| Міжнародна онлайн кінонагорода (INOCA) |                              |                        |           |
| 2015                                   | Найкращий оператор           | Фатальна пристрасть    | Перемога  |
| Премія «Люм'єр»                        |                              |                        |           |
| 2015                                   | Найкращий оператор           | Магія місячного сяйва  | Номінація |
| Національна спілка кінокритиків США    |                              |                        |           |
| 2015                                   | Найкращий оператор           | Фатальна пристрасть    | 2-е місце |